# Championnat de Lettonie de football 2008
Navigation
Saison précédente Saison suivante
La saison 2008 du Championnat de Lettonie de football était la 18e édition de la première division lettone. La Virsliga regroupe les 10 meilleurs clubs lettons au sein d'une poule unique qui s'affrontent en matchs aller et retour. À l'issue de cette première phase, les 6 premiers se rencontrent à nouveau une fois au sein de la poule pour le titre, tandis que les 4 derniers s'affrontent lors de la poule de relégation, qui voit le club classé dernier être relégué en deuxième division et l'avant-dernier disputer un barrage de promotion-relégation face au 2e de D2.
Le FK Ventspils réussit le triplé en conservant une nouvelle fois son titre de champion de Lettonie. Il devance le FK Liepajas Metalurgs et le Skonto Riga, qui retrouve le podium et la Coupe d'Europe. C'est le 3e titre national du FK Ventspils, qui manque le doublé en perdant aux tirs au but la finale de la Coupe de Lettonie face au FC Daugava.

## Les 10 clubs participants
| - Skonto Riga - FK Liepajas Metalurgs - FK Riga - FK Ventspils - FK Jurmala | - Dinaburg FC - JFK Olimps Riga - FK Vindava - Promu de D2 - Daugava Daugavpils - SK Blazma Rezekne - Promu de D2 |

## Compétition
Le barème de points servant à établir tous les classements se décompose ainsi :
- Victoire : 3 points
- Match nul : 1 point
- Défaite : 0 point

### Première phase

#### Classement
| Rang | Équipe                | Pts | J  | G  | N | P  | Bp | Bc | Diff |
| ---- | --------------------- | --- | -- | -- | - | -- | -- | -- | ---- |
| 1    | FK Ventspils (T)      | 40  | 18 | 12 | 4 | 2  | 33 | 6  | +27  |
| 2    | Skonto Riga           | 36  | 18 | 11 | 3 | 4  | 28 | 19 | +9   |
| 3    | Dinaburg FC           | 32  | 18 | 9  | 5 | 4  | 22 | 13 | +9   |
| 4    | FK Riga               | 30  | 18 | 9  | 3 | 6  | 28 | 27 | +1   |
| 5    | FK Liepājas Metalurgs | 30  | 18 | 7  | 9 | 2  | 27 | 17 | +10  |
| 6    | Daugava Daugavpils    | 24  | 18 | 6  | 6 | 6  | 27 | 22 | +5   |
| 7    | FK Vindava (P)        | 17  | 18 | 4  | 5 | 9  | 14 | 27 | -13  |
| 8    | FK Jurmala            | 16  | 18 | 3  | 7 | 8  | 15 | 27 | -12  |
| 9    | SK Blazma Rezekne (P) | 10  | 18 | 2  | 4 | 12 | 8  | 26 | -18  |
| 10   | JFK Olimps Riga       | 9   | 18 | 1  | 6 | 11 | 12 | 30 | -18  |

|  | Qualification pour la poule pour le titre    |
|  | Participation à la poule de relégation       |
|  | (T) Tenant du titre (P) Promu de 2e division |

#### Matchs
| Résultats (▼dom., ►ext.) | BLĀ | DGD | DIN | JŪR | LIE | RFS | RĪG | SKO | VEN | VIN |
| SK Blazma Rezekne        |     | 1-1 | 0-2 | 1-0 | 0-1 | 1-1 | 1-0 | 0-2 | 0-3 | 1-1 |
| Daugava Daugavpils       | 2-0 |     | 0-1 | 0-0 | 4-1 | 3-1 | 6-1 | 1-3 | 1-4 | 1-1 |
| Dinaburg FC              | 2-1 | 0-3 |     | 2-2 | 0-0 | 1-0 | 2-0 | 3-0 | 0-1 | 1-1 |
| FK Jurmala               | 1-0 | 0-0 | 0-0 |     | 1-1 | 1-1 | 1-3 | 1-1 | 0-1 | 2-1 |
| FK Liepājas Metalurgs    | 1-0 | 2-0 | 1-0 | 7-2 |     | 1-1 | 2-2 | 1-2 | 0-0 | 2-0 |
| JFK Olimps Riga          | 1-1 | 0-0 | 0-2 | 2-1 | 1-3 |     | 1-3 | 0-1 | 1-3 | 0-1 |
| FK Riga                  | 2-1 | 1-0 | 1-1 | 3-1 | 2-2 | 3-1 |     | 1-2 | 1-0 | 1-2 |
| Skonto Riga              | 1-0 | 3-1 | 0-3 | 2-1 | 2-2 | 3-1 | 1-2 |     | 1-0 | 3-0 |
| FK Ventspils             | 3-0 | 2-2 | 3-0 | 2-0 | 0-0 | 0-0 | 2-0 | 1-0 |     | 1-0 |
| FK Vindava               | 2-0 | 1-2 | 0-2 | 0-1 | 0-0 | 2-0 | 1-2 | 1-1 | 0-7 |     |

### Seconde phase

#### Poule pour le titre
| Rang | Équipe                 | Pts | J  | G  | N  | P  | Bp | Bc | Diff |
| ---- | ---------------------- | --- | -- | -- | -- | -- | -- | -- | ---- |
| 1    | FK Ventspils (T)       | 63  | 28 | 19 | 6  | 3  | 53 | 14 | +39  |
| 2    | FK Liepajas Metalurgs  | 53  | 28 | 14 | 11 | 3  | 48 | 25 | +23  |
| 3    | Skonto Riga            | 52  | 28 | 15 | 7  | 6  | 43 | 31 | +12  |
| 4    | Dinaburg FC            | 38  | 28 | 10 | 8  | 10 | 32 | 31 | +1   |
| 5    | Daugava Daugavpils (C) | 37  | 28 | 10 | 7  | 11 | 40 | 35 | +5   |
| 6    | FK Riga                | 33  | 28 | 10 | 3  | 15 | 36 | 55 | -19  |

|  | Qualification pour la Ligue des champions 2009-2010                                |
|  | Qualification pour le 2e tour préliminaire de la Ligue Europa 2009-2010            |
|  | Qualification pour le 1er tour préliminaire de la Ligue Europa 2009-2010           |
|  | (T) Tenant du titre (C) Vainqueur de la Coupe de Lettonie (P) Promu de 2e division |

| Résultats (▼dom., ►ext.) | DGD | DIN | LIE | RĪG | SKO | VEN |
| Daugava Daugavpils       |     | 2-0 | 1-2 | 2-0 | 2-1 | 0-2 |
| Dinaburg FC              | 3-3 |     | 0-0 | 3-1 | 0-1 | 0-3 |
| FK Liepājas Metalurgs    | 3-1 | 3-1 |     | 3-0 | 0-0 | 1-2 |
| FK Riga                  | 0-2 | 3-2 | 1-4 |     | 1-2 | 0-2 |
| Skonto Riga              | 1-0 | 1-1 | 2-3 | 3-1 |     | 2-2 |
| FK Ventspils             | 1-0 | 1-0 | 0-2 | 5-1 | 2-2 |     |

#### Poule de relégation
| Rang | Équipe                | Pts | J  | G  | N  | P  | Bp | Bc | Diff |
| ---- | --------------------- | --- | -- | -- | -- | -- | -- | -- | ---- |
| 1    | FK Jurmala            | 40  | 30 | 10 | 10 | 10 | 35 | 34 | +1   |
| 2    | FK Vindava (P)        | 36  | 30 | 9  | 9  | 12 | 27 | 41 | -14  |
| 3    | SK Blazma Rezekne (P) | 23  | 30 | 5  | 8  | 17 | 20 | 43 | -23  |
| 4    | JFK Olimps Riga       | 17  | 30 | 2  | 11 | 17 | 22 | 47 | -25  |

|  | Participation au barrage de promotion-relégation                                   |
|  | Relégation en deuxième division                                                    |
|  | (T) Tenant du titre (C) Vainqueur de la Coupe de Lettonie (P) Promu de 2e division |

| Résultats (▼dom., ►ext.) | BLĀ | JŪR | RFS | VIN |
| SK Blazma Rezekne        |     | 2-1 | 1-1 | 0-1 |
| FK Jurmala               | 2-0 |     | 2-0 | 3-0 |
| JFK Olimps Riga          | 0-0 | 1-1 |     | 0-2 |
| FK Vindava               | 2-0 | 0-0 | 1-0 |     |

| Résultats (▼dom., ►ext.) | BLĀ | JŪR | RFS | VIN |
| SK Blazma Rezekne        |     | 1-3 | 1-0 | 2-2 |
| FK Jurmala               | 2-1 |     | 3-0 | 0-0 |
| JFK Olimps Riga          | 2-2 | 0-2 |     | 5-1 |
| FK Vindava               | 1-2 | 2-1 | 1-1 |     |

#### Barrage de promotion-relégation
L'avant-dernier de la poule de relégation affronte le 2e de deuxième division afin de conserver sa place parmi l'élite. Les rencontres sont disputées en matchs aller et retour.
| Équipe 1                   | Résultat | Équipe 2               | Aller | Retour |
| -------------------------- | -------- | ---------------------- | ----- | ------ |
| FK Tranzits Ventspils (D2) | 1 - 6    | SK Blazma Rezekne (D1) | 1 - 5 | 0 - 1  |

## Bilan de la saison
| Championnat de Lettonie de football 2008 |                         |
| Champion                                 | FK Ventspils (3e titre) |
| Coupes et trophées                       |                         |
| Vainqueur de la Coupe de Lettonie 2008   | Daugava Daugavpils      |
| Qualifications continentales             |                         |
| Ligue des champions 2009-2010            | FK Ventspils            |
| Ligue Europa 2009-2010                   | Liepajas Metalurgs      |
| Ligue Europa 2009-2010                   | Skonto Riga             |
| Ligue Europa 2009-2010                   | Daugava Daugavpils      |
| Promotions et relégations                |                         |
| Promus en Virsliga                       | Daugava Riga            |
| Relégués en Pirma Liga                   | Olimps Riga             |